# Bolinichthys nikolayi
Espèce
Bolinichthys nikolayi est un poisson téléostéen du Pacifique Sud, de la famille des Myctophidae.

## Référence
- Becker, V.E. : New species of lanternfish genus Bolinichthys (Myctophidae, Osteichthyes) from the South Pacific Ocean. Trudy Instituta Okeanologii Akademii Nauk SSSR 111 pp 259-264.